# وكيل (روما القديمة)

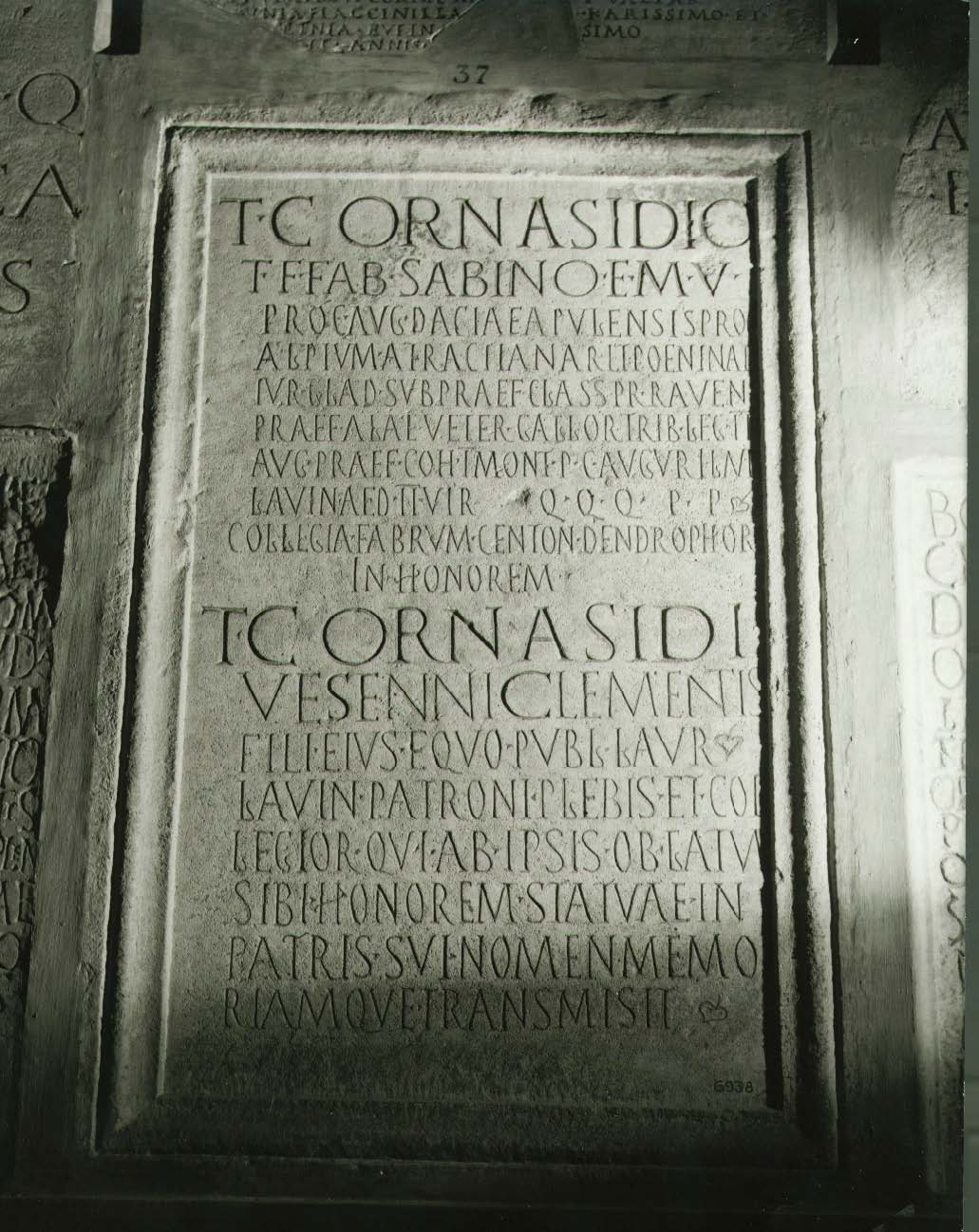

وكيل (بالإنجليزية: Procurator) كان لقب بعض المسؤولين (وليس القضاة) في روما القديمة الذين كانوا مسؤولين عن الشؤون المالية للمقاطعة، أو الحاكم الامبراطوري لمقاطعة صغيرة.

## ضباط الضرائب
وكيل المالية العامة (وكيل أوغست) هو المسؤول المالي الرئيسي للمقاطعة خلال فترة عهد الزعامة (30 ق.م - 284 م). عمل الوكيل المالي جنباً إلى جنب مع الحاكم الإمبراطوري في مقاطعته ولكنه لم يكن تابعاً له، حيث كان يتبع مباشرة للإمبراطور.